# Juan Fernando Quintero
Juan Fernando Quintero Paniagua (Medellín, 18 de enero de 1993), es un futbolista colombiano. Juega como mediocampista ofensivo en el Club Atlético River Plate de la Primera División de Argentina. Es Internacional absoluto con la selección de Colombia.  
Campeón de la Copa Libertadores 2018 con River Plate, marcó el gol de la victoria (2-1 parcial) en la final. A su vez, fue campeón de la Copa Sudamericana 2024 con Racing Club, destacando como una de las figuras del equipo.
Fue elegido para el Equipo Ideal de América por el periódico uruguayo El País en dos ocasiones (2018 y 2024), el Equipo Ideal de la Superliga 2018-19 por el Comité Ejecutivo de la Superliga Argentina, y el Equipo Ideal de la Copa Sudamericana 2024 por la Conmebol.
Es internacional con la selección de fútbol de Colombia, con la que ha disputado la Copa Mundial de la FIFA en 2014 y 2018. También fue campeón del sudamericano sub-20 en 2013 con la selección de Colombia.

## Trayectoria

### Envigado F. C.
En el año 2005 comenzó a mostrar sus condiciones en el tradicional torneo La Barrigona Fútbol que se disputa en La Guajira. Su posterior formación deportiva y debut profesional lo hizo con el Envigado F. C.
Su primer tanto como profesional lo marcó en el empate a un gol frente al Cúcuta Deportivo el 11 de septiembre de 2010. Volvería a marcar el 26 de septiembre en el empate 4-4 como visitantes contra el Deportivo Pereira. Se destacó en la serie de promoción 2010 contra Deportivo Pasto, marcando el gol de la victoria en el partido de promoción. Sin embargo, en el duelo de vuelta, sufrió una delicada lesión luego de una violenta falta del defensor rival Germán Mera que le causó fractura de tibia, reencontrándose ambos en la Selección Colombia en 2022. Luego de cuatro meses de recuperación, Quintero regresó a las canchas durante el Torneo Apertura 2011.

### Atlético Nacional
En enero de 2012 se concretó su fichaje por parte de Atlético Nacional una vez superó los exámenes médicos demostró su gran calidad con el equipo.
Su debut sería el 29 de enero de 2012 en la goleada 4 a 0 sobre el Deportivo Cali. Su primer gol lo anotaría el 15 de febrero para el empate a un gol con Sucre FC por la Copa Colombia. El 18 de febrero sería la figura del partido marcando un gol de tiro libre para darle la victoria en El Campín 3 a 2 sobre Millonarios.

Luego de sus buenas presentaciones es pretendido por Pescara de Italia, y en julio de 2012 se concreta su llegada al club italiano.

### Pescara
En el periodo que en el Pescara logra destacar en la Serie A, con actuaciones más que sobresalientes. Logró marcar su primer gol en Europa, de tiro libre, frente al Bologna en el empate a un gol como visitantes, logrando ganarse el apodo de "«La nueva promesa". Luego de un año en el Pescara y tras una buena actuación en el Mundial Sub-20 de Turquía fue fichado por el Porto por un valor de 4.5 millones de euros.

### FC Porto

#### Temporada 2013/14

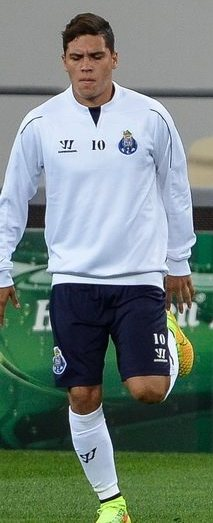
Juan Fernando Quintero entrenando con Porto.

Fue fichado por el Porto por un valor de 4.5 millones de euros, el 50% de su pase.
El primer partido de Quintero oficial con el Porto fue Supertaça Cândido de Oliveira, donde entró como sustituto al minuto 76, cuando Porto ya estaban adelante por 3-0. Porto pasó a ganar el partido, dando así daría su primera vuelta olímpica no sólo en Europa, si no en su carrera del club. Quintero debutó en su primer partido de liga para el club contra el Vitória Setúbal, adelantándose como un sustituto y anotando menos de un minuto después. Quintero proporcionó su primera asistencia para el club dos semanas más tarde frente a Paços de Ferreira en la victoria por 1-0.
En un partido contra el Vitória Guimarães, Quintero sacó un penalti que fue convertido con éxito, otorgando de este modo una asistencia en la victoria por 1-0 en casa. Quintero entró en el minuto 90 contra Arouca, donde le hicieron una falta cerca de la cancha y convierte un impresionante gol de tiro libre, segundos después de sólo entrar.
En el Porto no había tenido mucha continuidad y tan solo logró ser titular en 3 de los 13 partidos que había disputado. En 9 partidos disputados por Liga, ha marcado 2 goles (uno de ellos de tiro libre) y ha dado 3 asistencias, debuta en la Champions League con el equipo portugués en 2013 y logra jugar 3 partidos, en todos entrando en el segundo tiempo. Para finales de diciembre por no tener muchos minutos en el primer equipo, decide jugar en el Porto B, en el cual disputa un partido como titular de principio a fin, y también llegó a afirmar a los medios de comunicación que estaría dispuesto a cambiar de club para conseguir minutos y ganar rendimiento de cara al Mundial de 2014.
El 23 de marzo de 2014 le da la victoria a su equipo por la mínima frente al Belenenses. Quintero hizo su primera aparición de 90 minutos para el Porto el 6 de abril de 2014, en un partido en casa contra la Académica de Coimbra. Hizo una asistencia, de nuevo a su compañero de equipo y compatriota Jackson Martínez, cuando recibió una falta en el cuadro en el minuto 38, lo que dio lugar a un penalti marcado por Jackson. Quintero anotó su cuarto gol de la temporada, una semana después, en el minuto 91 en la victoria por 3-1 sobre el Braga, tras una contra que él comenzó.
El 21 de abril, Quintero entró como suplente del segundo tiempo contra compatriotas norteños Rio Ave y tuvo un impacto significativo para el partido. Estuvo involucrado en los tres goles. Terminó la temporada con cuatro goles en 33 partidos, algo satisfactorio teniendo en cuenta que casi siempre fue suplente.

#### Temporada 2014/15
Quintero se perdió el primer partido de liga del Porto de la temporada debido a una muerte en la familia, pero regresó a la escuadra Porto para el próximo partido de Liga frente al Paços de Ferreira. Entrando en lugar del lesionado Cristian Tello, proporcionó una asistencia una vez más a su compañero colombiano Jackson Martínez, para el único gol en la victoria por 1-0 de Porto.
Quintero anotó su primer gol de la temporada ante el Arouca de larga distancia, Porto terminó ganando 0-5.
Llegó con su equipo hasta los cuartos de final de la Champions League donde fueron eliminados por el Bayern Múnich al perder en el global por 7-4, aunque el no entró en ninguno de los dos partidos, jugó 4 partidos del torneo continental. Termina su segunda temporada con el Porto con 29 encuentros disputados y dos goles anotados. En la última fecha es titular en la victoria de su equipo 2-0 contra Peñafiel jugando 63 minutos y saliendo como figura tras una jugada de crack que hizo a pesar de no terminar en gol.

### Stade Rennes

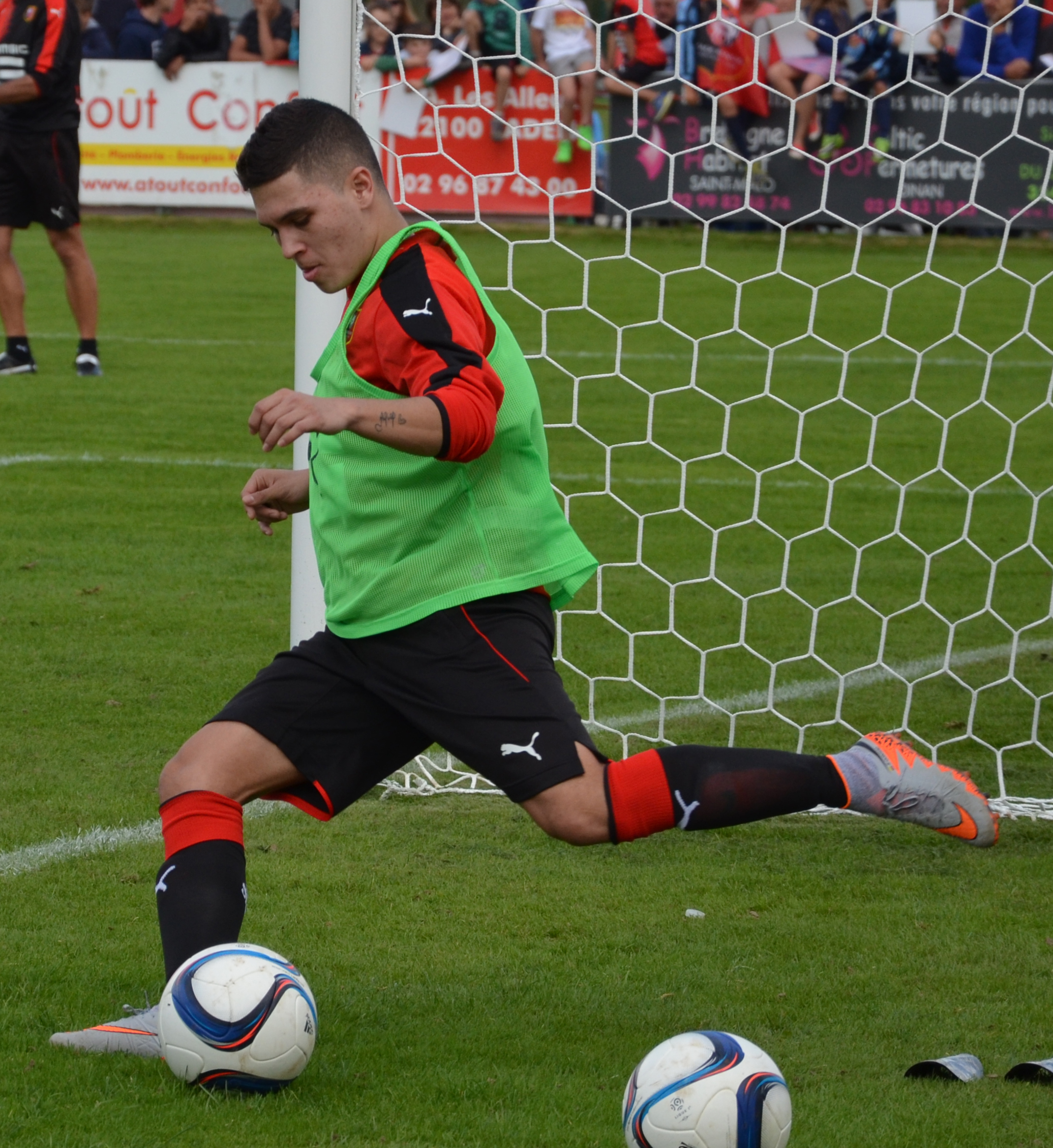
Quintero entrenando con Stade Rennais.

El 31 de agosto de 2015 sería confirmado como nuevo jugador del Stade Rennes de la Ligue 1 de Francia cedido por un año por el Porto.
Su debut oficial sería el 18 de octubre entrando al minuto 72 en la derrota 1-4 contra el Niza dando la asistencia para el descuento de su equipo. Su único gol sería el 11 de diciembre en el empate a un gol frente al Caen.

### Independiente Medellín
El 12 de septiembre de 2016 fue confirmada la cesión al equipo Independiente Medellín, hasta el 31 de diciembre de 2017 para disputar Superliga de Colombia, Liga Águila, Copa Águila y Copa Libertadores. Sin embargo no pudo jugar partidos oficiales con el DIM en lo que restaba del año 2016.
El 21 de enero de 2017 debuta en el partido válido por la final de ida de la superliga contra Santa Fe en el que empatan a cero goles. Su primer gol lo marca el 18 de febrero dándole la victoria a su club por la mínima frente al Once Caldas marcando de penalti. El 9 de marzo marca su primer doblete con el club en la goleada 4 por 1 sobre el Deportivo Pasto marcando dos goles de media distancia y saliendo como la figura del partido. En su debut en la Copa Libertadores 2017 con el rojo de la montaña marca el gol del su club de tiro penal en la derrota 3 a 1 como locales frente a River Plate. El 26 de abril le da la victoria a su club 2 a 1 como visitantes por la Copa Libertadores en casa del Melgar.
Su primer gol en el Finalización 2017 lo hace el 30 de julio de tiro libre para la victoria por la mínima sobre Cortuluá. El 26 de agosto le da la victoria a su club por la mínima en el clásico paisa frente a Atlético Nacional.

### River Plate

#### Temporada 2018
El 24 de enero de 2018 es presentado como nuevo jugador de River Plate proveniente del Porto a préstamo por un año y con una opción de compra de 3.500.000 euros. Debuta el 3 de febrero jugando los últimos 26 minutos en la victoria 2-0 sobre Olimpo de Bahía Blanca. El 22 de abril marcó su primer gol en la victoria 0-3 sobre Arsenal de Sarandí.
Sus grandes actuaciones en el conjunto "millonario" lo llevaron nuevamente a la Selección de fútbol de Colombia, dónde disputó la Copa Mundial de Fútbol de 2018.
El 2 de octubre de 2018 convirtió su primer gol en la Copa Libertadores en la victoria 3-1 frente a Independiente de local, sellando su clasificación a semifinal.
El 9 de diciembre se consagró campeón de la Copa Libertadores 2018 y fue la gran figura en la final contra Boca Juniors tras ingresar en el segundo tiempo desde el banco, Juan Fernando marcaría el 2-1 en tiempo suplementario y dio la asistencia para el 3-1 definitivo.

#### Temporada 2019
Tras su gran actuación en el 2018, River decide ejecutar la opción de compra de €3.500.000 al Porto, quedándose así con los servicios del colombiano. Su primer gol de 2019 lo hace el 23 de enero en la derrota como locales 1-2 contra Unión de Santa Fe. El 3 de febrero marca de tiro penal el gol de la victoria 2 por 1 como visitantes en casa de Vélez Sarsfield. El 10 de febrero logra su primer gol de tiro libre con el club en la victoria 2 a 0 como local frente a Racing Club, ese día anotó un gol de tiro libre que estuvo compitiendo por el Premio Puskás, terminó entre los 3 mejores goles de la temporada.
Al partido siguiente marca en el empate 1 a 1 como visitante en casa de Rosario Central. Marca gol el 24 de febrero un gol en la victoria 2-1 frente a San Martín de Tucumán.
El 17 de marzo en un partido válido por la fecha 23 de la Liga, sale lesionado en el partido que ganarían 3-0 sobre Independiente, al final el club da un comunicado en el que se confirma que Juanfer tiene rotura del ligamento cruzado de la rodilla izquierda, por lo que estará de baja entre seis y ocho meses.
El 11 de octubre Quintero fue convocado para jugar un partido por la Copa Argentina después de una grave lesión de los ligamentos de la rodilla izquierda que lo tuvo alejado 208 días, ingresando a los 19 minutos del segundo tiempo con una enorme ovación en la victoria 2 por 0 sobre Almagro.

#### Temporada 2020
El 29 de febrero de 2020 marca su primer gol después de un año sin anotar, lo hace de tiro penal para el empate a un gol frente a Defensa y Justicia siguiendo en la lucha por el título.

### Shenzhen FC
En octubre de 2020 fichó por el Shenzhen de la Superliga de China. El 21 de abril de 2021 jugó su primer encuentro, dando dos asistencias para el 2-1 definitivo sobre el Henan Songshan Longmen. El 8 de mayo volvió a dar otra asistencia en la victoria del Shenzhen 2-4 sobre el Guangzhou R&F. El 22 de julio completó siete partidos jugados, tuvo una destacada presentación en el duelo que acabó 3-0 a favor de su club contra el Chongqing Liangjiang Athletic. 

### River Plate

#### Temporada 2022
El 14 de enero de 2022, en una rueda de prensa con la Selección Colombia, previo al juego amistoso contra Honduras, Quintero confirmó su regreso a River Plate.
El 21 de enero de 2022 se confirmó su vuelta a River Plate de la Liga Profesional de Fútbol Argentino. El 16 de febrero marcaba su primer gol en su vuelta, en la victoria de River Plate 4-1 sobre Patronato por la Liga Argentina. En su segundo paso por River disputó 29 partidos con el Millonario, en 12 fue inicialista y convirtió cinco anotaciones. En total, logró sumar 1.176 minutos en el año con el cuadro argentino.

### Junior
El 14 de enero de 2023 fue presentado oficialmente como nuevo jugador del equipo tiburón. El 12 de marzo marcaría su primer gol en la derrota 1-2 con Envigado FC por la Liga Betplay.

### Racing Club

#### Temporada 2023
El 30 de julio de 2023 se oficializa su llegada al Racing Club de la Primera División de Argentina. El equipo argentino adquiere el 100 % de su pase por 3,6 millones de dólares y fichará hasta diciembre de 2026. Su primer partido fue contra Unión por la fecha 1 de la Copa de la Liga Profesional, el día 18 de agosto, donde empatarían 1-1.
Convirtió su primer gol contra Tigre en la segunda fecha de la Copa de la Liga. Días después, sería el único de sus compañeros en convertir el penal en la tanda de penales contra Boca Juniors en los cuartos de la Libertadores 2023. Contra Estudiantes de La Plata, por el torneo local, volvería a convertir otro gol. 
Después de quedar relegado varios partidos, en la última fecha contra Belgrano volvió a ser titular y convirtió su primer doblete en Racing Club. Para el 3 de diciembre, sobresalió su actuación en la derrota por penales ante Rosario Central, convirtiendo uno en la tanda y siendo autor de uno de los 2 tantos de la Academia.

#### Temporada 2024
El 31 de enero convirtió su primer gol en la temporada ante Tigre en la victoria 3-0 de Racing Club en Avellaneda, por la 2.ª fecha de la Copa de la Liga Profesional. En ese mismo certamen, el 10 de marzo, anotó un gol ante Boca Juniors en la Bombonera, en la derrota 4-2 de su equipo por la 10.ª fecha. El 16 de marzo, por la 11.ª fecha anotó ante Defensa y Justicia en el Cilindro para sentencia el empate 1-1.
El 24 de mayo convirtió su primer gol en la Liga Profesional ante Tigre, en la victoria 4-0 de Racing Club en el estadio José Dellagiovanna. También produjo asistencias destacadas, siendo una de las más recordadas la que le hizo a su compatriota Roger Martínez para dar vuelta un partido 2-1 contra Boca Juniors en el Cilindro. El 10 de noviembre le dio la victoria 2-1 a su equipo frente a Independiente Rivadavia en el Cilindro, con un gol de tiro libre en los últimos minutos.
En la Copa Sudamericana, anotó su primer gol el 13 de agosto ante Huachipato de Chile en Sausalito, durante el partido de ida de los octavos de final, que Racing Club ganó 2-0. En la vuelta, el 20 de agosto, tuvo el infortunio de errar un penal, pero los argentinos aun así ganaron por 6-1. El 31 de octubre, volvió a brillar al marcar su primer doblete en el Cilindro contra el Corinthians de Brasil, por las semifinales, asegurando la clasificación de su equipo a una final internacional después de 32 años. En dicho certamen, se consagró campeón luego de que su equipo venciera a Cruzeiro de Brasil en la final.

## Selección nacional

### Categorías inferiores
En la selección colombiana sub-20 heredó el dorsal 10 que utilizó James Rodríguez anteriormente. Quintero jugaría su primer partido con la selección colombiana sub-20 ante la Selección Chilena por el Campeonato Sudamericano Sub-20 2013, Quintero anotaría el único gol de la tricolor en el partido por la vía del penalti, pero finalmente el partido lo ganaría Chile por 2-1. Quintero volvería a anotar contra Argentina por la última fecha del Grupo A, pero no sería suficiente porque perderían por 3-2, cabe rescatar que Quintero anotaría uno de los mejores goles del torneo un tiro libre de unos 35 metros, a pesar de esto, Colombia se clasificaría al Hexagonal Final. Quintero marcaría 3 goles más en el Hexagonal ante Ecuador, Perú y marcaría uno de los 2 goles que le darían el título sudamericano a Colombia ante Paraguay. Después del campeonato, Quintero sería elegido por la Conmebol como el Mejor Jugador del Sudamericano Sub-20.
Colombia jugaría en el Grupo C ante la anfitriona Turquía, Australia y El Salvador. Juan Fernando marcaría ante Turquía y ante El Salvador, al terminar la Fase de grupos, la FIFA lo reconoció como el mejor jugador de la primera fase de la Copa Mundial de Fútbol Sub-20 de 2013. Por los octavos de final, Colombia enfrentaría a Corea del Sur, en un partido en el que Quintero marcaría un tremendo gol de tiro libre en el minuto 94 cuando la Selección Coreana ganaba por 1-0, esta anotación sería elegida al terminar el campeonato como el Mejor Gol del Mundial Sub-20, Increíblemente, Corea del Sur eliminaría a Colombia en penaltis por 8-7 (Quintero anotaría en la tanda de penaltis).
Goles internacionales
| # | Fecha     | Lugar                                            | Rival         | Gol | Resultado | Competición                     |
| - | --------- | ------------------------------------------------ | ------------- | --- | --------- | ------------------------------- |
| 1 | 13-1-2013 | Estadio Malvinas Argentinas, Mendoza, Argentina  | Chile         | 1-2 | 1-2       | Campeonato Sudamericano Sub-20  |
| 2 | 17-1-2013 | Estadio Malvinas Argentinas, Mendoza, Argentina  | Argentina     | 2-3 | 2-3       | Campeonato Sudamaericano Sub-20 |
| 3 | 20-1-2013 | Estadio Malvinas Argentinas, Mendoza, Argentina  | Ecuador       | 2-0 | 2-1       | Campeonato Sudamericano Sub-20  |
| 4 | 27-1-2013 | Estadio Malvinas Argentinas, Mendoza, Argentina  | Perú          | 1-0 | 1-0       | Campeonato Sudamericano Sub-20  |
| 5 | 03-2-2013 | Estadio Malvinas Argentinas, Mendoza, Argentina  | Paraguay      | 1-0 | 2-1       | Campeonato Sudamericano Sub-20  |
| 6 | 25-6-2013 | Estadio Yeni Rize Şehir, Trebisonda, Turquía     | Turquía       | 0-1 | 0-1       | Copa Mundial Sub-20             |
| 7 | 28-6-2013 | Estadio Gaziantep Kamil Ocak, Gaziantep, Turquía | El Salvador   | 0-3 | 0-3       | Copa Mundial Sub-20             |
| 8 | 03-7-2013 | Estadio Hüseyin Avni Aker, Trabzon, Turquía      | Corea del Sur | 1-1 | 1-1       | Copa Mundial Sub-20             |

#### Participaciones enSudamericano Sub-20
| Sudamericano Sub-20         | Sede      | Resultado | PJ | GA |
| --------------------------- | --------- | --------- | -- | -- |
| Sudamericano Sub-20 de 2013 | Argentina | Campeón   | 9  | 5  |

#### Participaciones en Copas del Mundo Juveniles
| Mundial                     | Sede    | Resultado        | PJ | GA | Asis |
| --------------------------- | ------- | ---------------- | -- | -- | ---- |
| Copa Mundial Sub-20 de 2013 | Turquía | Octavos de final | 4  | 3  | 1    |

### Selección mayor

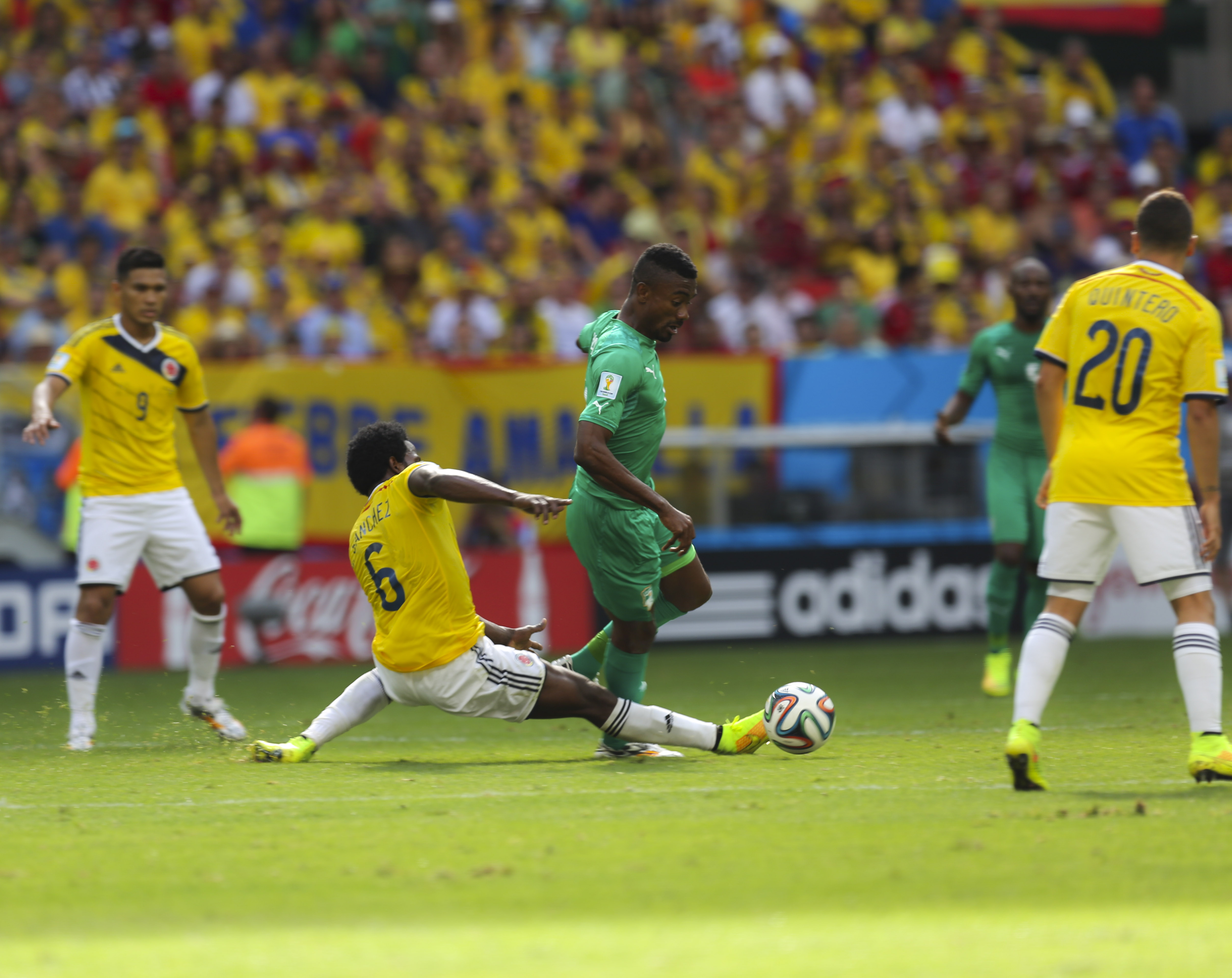
Quintero de espalda con la selección de Colombia en Brasil 2014.

El 19 de mayo de 2012 recibió su primer llamado a la selección de Colombia para los partidos de eliminatorias contra Perú y Ecuador. El 16 de octubre de 2012 debuta con la selección de mayores de Colombia, en un partido amistoso contra la selección de Camerún en el Estadio Metropolitano Roberto Meléndez de la ciudad de Barranquilla. El partido terminó 2-1 a favor del combinado "cafetero". Quintero fue sustituido en el minuto 46', cuando comenzó el segundo tiempo. Luego de su vinculación al F. C. Oporto, y su debut frente al S. S. C. Napoli, Quintero es convocado para jugar un partido amistoso frente al combinado de Serbia en Barcelona el 14 de agosto de 2013 teniendo muy buena actuación. El 28 de agosto de 2013 recibiría su segundo llamado a la selección colombiana absoluta, para los partidos que se disputarían contra Ecuador y Uruguay, correspondientes a las fechas 15 y 16 de las eliminatorias.
El 13 de mayo de 2014 fue incluido por el entrenador José Pekerman en la lista preliminar de 30 jugadores con miras a la Copa Mundial de Fútbol de 2014. Finalmente, fue seleccionado en la nómina definitiva de 23 jugadores el 2 de junio.
Su debut en el Mundial Brasil 2014 se dio en la fase de grupos contra Costa de Marfil, el 19 de junio de 2014, entrando en el minuto 53 en reemplazo por Víctor Ibarbo. Cuando llevaba 17 minutos en el campo de juego, anota su primer gol con la selección de Colombia, sentenciando el 2-1 a favor de los cafeteros y sellando la clasificación de Colombia a octavos de final.
El 11 de mayo de 2015 fue seleccionado por José Pekerman en los 30 pre-convocados para disputar la Copa América 2015.
El 28 de mayo se confirma que Juan Fernando Quintero se pierde la Copa América 2015 tras un problema en la rodilla izquierda.
El 16 de marzo de 2018 volvió a ser llamado a la selección de Colombia para los amistosos previos a Rusia 2018 frente a Francia y Australia en Europa. El 23 de marzo anota el gol de la victoria 2-3 ante Francia marcando al minuto 87 luego de ingresar por James Rodríguez.
El 14 de mayo fue incluido por el entrenador José Pekerman en la lista preliminar de 35 jugadores para disputar la Copa Mundial de Fútbol de 2018. Finalmente sería incluido en la lista de los 23 seleccionados. El 19 de junio debuta en el Mundial Rusia 2018 marcando el único gol de su equipo de tiro libre, siendo el primer gol que se hace por debajo de la barrera en un mundial, al final caerían derrotados 2-1 frente a Japón. Quintero cumpliría un gran torneo siendo una de las jóvenes sorpresas, cerró la cita en octavos de final con dos asistencias y un gol. En 2021 fue nuevamente llamado a la Selección Colombia por Reinaldo Rueda. El 16 de enero de 2022 marcaría en la victoria 2-1 contra Honduras por un partido amistoso.
El 15 de noviembre de 2024 vuelve a marcar con la selección está vez sí primero gol por eliminatorias mundialistas, marca un golazo de tiro libre para el 0-1 parcial frente a Uruguay, al final perderían 3-2 al último minuto en Montevideo.

#### Participaciones enEliminatorias al Mundial
| Eliminatoria                               | Sede del Mundial                | Posición               | Resultado   | PJ | GA | Asis |
| ------------------------------------------ | ------------------------------- | ---------------------- | ----------- | -- | -- | ---- |
| Eliminatorias Mundial de Brasil 2014       | Brasil                          | 2°lugar 30pts          | Clasificado | 1  | 0  | 0    |
| Eliminatorias Mundial de Rusia 2018        | Rusia                           | 4°lugar 27pts          | Clasificado | 0  | 0  | 0    |
| Eliminatorias Mundial de Catar 2022        | Catar                           | 6°lugar 23pts          | Eliminado   | 7  | 0  | 0    |
| Eliminatorias Mundial de Norteamérica 2026 | Estados Unidos, México y Canadá | 6°lugar 22pts          | En disputa  | 4  | 1  | 0    |
| Total en Eliminatorias                     | Total en Eliminatorias          | Total en Eliminatorias | 2/3         | 12 | 1  | 0    |

#### Participaciones enCopas del Mundo
| Mundial                  | Sede                     | Resultado                | PJ | GA | Asis |
| ------------------------ | ------------------------ | ------------------------ | -- | -- | ---- |
| Mundial de Brasil 2014   | Brasil                   | Cuartos de final         | 3  | 1  | 0    |
| Mundial de Rusia 2018    | Rusia                    | Octavos de final         | 4  | 1  | 2    |
| Total en Copas del Mundo | Total en Copas del Mundo | Total en Copas del Mundo | 7  | 2  | 2    |

#### Participaciones enCopas América
| Torneo            | Sede           | Resultado  | PJ | GA | Asis |
| ----------------- | -------------- | ---------- | -- | -- | ---- |
| Copa América 2024 | Estados Unidos | Subcampeón | 3  | 0  | 0    |

#### Goles internacionales
| # | Fecha                   | Lugar                                                         | Rival           | Gol   | Resultado | Competición                                |
| - | ----------------------- | ------------------------------------------------------------- | --------------- | ----- | --------- | ------------------------------------------ |
| 1 | 19 de junio de 2014     | Estadio Nacional de Brasília Mané Garrincha, Brasilia, Brasil | Costa de Marfil | 2 - 0 | 2 - 1     | Mundial de Brasil 2014                     |
| 2 | 23 de marzo de 2018     | Estadio de Francia, Saint-Denis, Francia                      | Francia         | 2 - 3 | 2 - 3     | Amistoso                                   |
| 3 | 19 de junio de 2018     | Mordovia Arena, Saransk, Rusia                                | Japón           | 1 - 1 | 1 - 2     | Mundial de Rusia 2018                      |
| 4 | 16 de enero de 2022     | DRV PNK Stadium, Fort Lauderdale, Estados Unidos              | Honduras        | 1 - 0 | 2 - 1     | Amistoso                                   |
| 5 | 15 de noviembre de 2024 | Estadio Centenario, Montevideo, Uruguay                       | Uruguay         | 0 - 1 | 3 - 2     | Eliminatorias Mundial de Norteamérica 2026 |

## Estadísticas

### Clubes
| Club | Div             | Temporada       | Liga  | Liga  | Liga   | Copas nacionales(1) | Copas nacionales(1) | Copas nacionales(1) | Torneos internacionales(2) | Torneos internacionales(2) | Torneos internacionales(2) | Otras competiciones(3) | Otras competiciones(3) | Otras competiciones(3) | Total | Total | Total  |
| Club | Div             | Temporada       | Part. | Goles | Asist. | Part.               | Goles               | Asist.              | Part.                      | Goles                      | Asist.                     | Part.                  | Goles                  | Asist.                 | Part. | Goles | Asist. |
| --- | --------------- | --------------- | ----- | ----- | ------ | ------------------- | ------------------- | ------------------- | -------------------------- | -------------------------- | -------------------------- | ---------------------- | ---------------------- | ---------------------- | ----- | ----- | ------ |
| Envigado FC · Colombia | 1.ª             | 2009            | 10    | 0     | 1      | —                   | —                   | —                   | —                          | —                          | —                          | —                      | —                      | —                      | 10    | 0     | 1      |
| Envigado FC · Colombia | 1.ª             | 2010            | 18    | 3     | 2      | 9                   | 4                   | 0                   | —                          | —                          | —                          | 2                      | 1                      | 0                      | 29    | 8     | 2      |
| Envigado FC · Colombia | 1.ª             | 2011            | 13    | 1     | 2      | 3                   | 0                   | 0                   | —                          | —                          | —                          | 1                      | 0                      | 1                      | 17    | 1     | 3      |
| Envigado FC · Colombia | Total club      | Total club      | 41    | 4     | 5      | 12                  | 4                   | 0                   | 0                          | 0                          | 0                          | 3                      | 1                      | 1                      | 56    | 9     | 6      |
| Atlético Nacional · Colombia | 1.ª             | 2012            | 15    | 2     | 2      | 6                   | 2                   | 0                   | 7                          | 0                          | 1                          | —                      | —                      | —                      | 28    | 4     | 3      |
| Delfino Pescara · Italia | 1.ª             | 2012-13         | 17    | 1     | 2      | —                   | —                   | —                   | —                          | —                          | —                          | —                      | —                      | —                      | 17    | 1     | 2      |
| FC Porto Portugal | 1.ª             | 2013-14         | 22    | 4     | 4      | 7                   | 0                   | 1                   | 5                          | 0                          | 0                          | —                      | —                      | —                      | 34    | 4     | 5      |
| FC Porto Portugal | 1.ª             | 2014-15         | 20    | 2     | 7      | 5                   | 1                   | 2                   | 5                          | 0                          | 2                          | —                      | —                      | —                      | 30    | 3     | 11     |
| FC Porto Portugal | Total club      | Total club      | 42    | 6     | 11     | 12                  | 1                   | 3                   | 10                         | 0                          | 2                          | 0                      | 0                      | 0                      | 64    | 7     | 16     |
| Stade Rennes Francia | 1.ª             | 2015-16         | 12    | 1     | 2      | 2                   | 0                   | 0                   | —                          | —                          | —                          | —                      | —                      | —                      | 14    | 1     | 2      |
| Independiente Medellín · Colombia | 1.ª             | 2017            | 23    | 11    | 8      | 6                   | 1                   | 0                   | 5                          | 2                          | 2                          | 2                      | 2                      | 0                      | 36    | 16    | 10     |
| River Plate Argentina | 1.ª             | 2017-18         | 13    | 1     | 2      | —                   | —                   | —                   | 4                          | 0                          | 2                          | —                      | —                      | —                      | 17    | 1     | 4      |
| River Plate Argentina | 1.ª             | 2018-19         | 16    | 6     | 1      | 1                   | 2                   | 0                   | 12                         | 2                          | 1                          | —                      | —                      | —                      | 29    | 10    | 2      |
| River Plate Argentina | 1.ª             | 2019-20         | 12    | 1     | 1      | 2                   | 0                   | 1                   | 1                          | 0                          | 0                          | —                      | —                      | —                      | 15    | 1     | 2      |
| River Plate Argentina | Total 1.ª etapa | Total 1.ª etapa | 41    | 8     | 4      | 3                   | 2                   | 1                   | 17                         | 2                          | 3                          | 0                      | 0                      | 0                      | 61    | 12    | 8      |
| Shenzhen Kaisa China | 1.ª             | 2021            | 21    | 1     | 7      | —                   | —                   | —                   | —                          | —                          | —                          | —                      | —                      | —                      | 21    | 1     | 7      |
| River Plate Argentina | 1.ª             | 2022            | 19    | 1     | 5      | 13                  | 6                   | 3                   | 4                          | 0                          | 0                          | —                      | —                      | —                      | 36    | 7     | 8      |
| River Plate Argentina | Total 2.ª etapa | Total 2.ª etapa | 19    | 1     | 5      | 13                  | 6                   | 3                   | 4                          | 0                          | 0                          | 0                      | 0                      | 0                      | 36    | 7     | 8      |
| Junior de Barranquilla · Colombia | 1.ª             | 2023            | 6     | 1     | 0      | —                   | —                   | —                   | 1                          | 0                          | 0                          | —                      | —                      | —                      | 7     | 1     | 0      |
| Racing Club Argentina | 1.ª             | 2023            | 14    | 5     | 2      | —                   | —                   | —                   | 2                          | 0                          | 0                          | —                      | —                      | —                      | 16    | 5     | 2      |
| Racing Club Argentina | 1.ª             | 2024            | 12    | 2     | 2      | 14                  | 3                   | 3                   | 10                         | 3                          | 3                          | —                      | —                      | —                      | 36    | 8     | 8      |
| Racing Club Argentina | Total club      | Total club      | 26    | 7     | 4      | 14                  | 3                   | 3                   | 12                         | 3                          | 3                          | 0                      | 0                      | 0                      | 51    | 13    | 10     |
| América de Cali · Colombia | 1.ª             | 2025            | 14    | 3     | 3      | —                   | —                   | —                   | —                          | —                          | —                          | 7                      | 0                      | 2                      | 21    | 3     | 5      |
| River Plate Argentina | 1.ª             | 2025            | 3     | 0     | 1      | 1                   | 0                   | 0                   | 1                          | 0                          | 0                          | —                      | —                      | —                      | 5     | 0     | 1      |
| River Plate Argentina | 3.ª etapa       | 3.ª etapa       | 3     | 0     | 1      | 1                   | 0                   | 0                   | 0                          | 0                          | 0                          | 1                      | 0                      | 0                      | 5     | 0     | 1      |
| Total club | Total club      | Total club      | 62    | 9     | 10     | 17                  | 8                   | 4                   | 21                         | 2                          | 4                          | 0                      | 0                      | 0                      | 102   | 19    | 18     |
| Total carrera | Total carrera   | Total carrera   | 281   | 48    | 53     | 66                  | 21                  | 10                  | 62                         | 6                          | 12                         | 5                      | 3                      | 1                      | 411   | 74    | 79     |
| (1) Las copas nacionales se refiere a la Copa de la Liga de Portugal, Copa de Portugal, Supercopa de Portugal, Copa Colombia, Copa Argentina Supercopa Argentina y Copa FA de China. (2) Las copas internacionales se refiere a la Copa Libertadores, Liga de Campeones, Liga Europea y Mundial de Clubes. (3) No incluye datos de partidos amistosos ni categorías inferiores. |                 |                 |       |       |        |                     |                     |                     |                            |                            |                            |                        |                        |                        |       |       |        |

### Selección nacional
| Selección      | Año            | Amistosos | Amistosos | Amistosos | Copa América | Copa América | Copa América | Copa Mundial | Copa Mundial | Copa Mundial | Eliminatorias Mundialistas | Eliminatorias Mundialistas | Eliminatorias Mundialistas | Total | Total | Total |
| Selección      | Año            | PJ        | G         | A         | PJ           | G            | A            | PJ           | G            | A            | PJ                         | G                          | A                          | PJ    | G     | A     |
| -------------- | -------------- | --------- | --------- | --------- | ------------ | ------------ | ------------ | ------------ | ------------ | ------------ | -------------------------- | -------------------------- | -------------------------- | ----- | ----- | ----- |
| Sub-20         | 2013           | 0         | 0         | 0         | 9            | 5            | 4            | 4            | 3            | 1            | --                         | --                         | --                         | 13    | 8     | 5     |
| Sub-20         | Total          | 0         | 0         | 0         | 9            | 5            | 4            | 4            | 3            | 1            | --                         | --                         | --                         | 13    | 8     | 5     |
| Sub-23         | 2016           | 1         | 1         | 0         | 0            | 0            | 0            | 0            | 0            | 0            | 2                          | 1                          | 0                          | 3     | 2     | 0     |
| Sub-23         | Total          | 1         | 1         | 0         | 0            | 0            | 0            | 0            | 0            | 0            | 2                          | 1                          | 0                          | 3     | 2     | 0     |
| Colombia       |                |           |           |           |              |              |              |              |              |              |                            |                            |                            |       |       |       |
| 2012           | 1              | 0         | 0         | --        | --           | --           | --           | --           | --           | --           | --                         | --                         | 1                          | 0     | 0     |       |
| 2013           | 1              | 0         | 0         | --        | --           | --           | --           | --           | --           | 1            | 0                          | 0                          | 2                          | 0     | 0     |       |
| 2014           | 5              | 0         | 1         | --        | --           | --           | 3            | 1            | 0            | --           | --                         | --                         | 8                          | 1     | 1     |       |
| 2015           | 2              | 0         | 1         | --        | --           | --           | --           | --           | --           | --           | --                         | --                         | 2                          | 0     | 1     |       |
| 2018           | 6              | 1         | 1         | --        | --           | --           | 4            | 1            | 2            | --           | --                         | --                         | 10                         | 2     | 3     |       |
| 2021           | --             | --        | --        | --        | --           | --           | --           | --           | --           | 5            | 0                          | 0                          | 5                          | 0     | 0     |       |
| 2022           | 2              | 1         | 1         | --        | --           | --           | --           | --           | --           | 2            | 0                          | 0                          | 4                          | 1     | 1     |       |
| 2023           | --             | --        | --        | --        | --           | --           | --           | --           | --           | 1            | 0                          | 0                          | 1                          | 0     | 0     |       |
| 2024           | 2              | 0         | 2         | 3         | 0            | 0            | --           | --           | --           | 3            | 1                          | 0                          | 8                          | 1     | 2     |       |
| Total          | 19             | 2         | 6         | 3         | 0            | 0            | 7            | 2            | 2            | 12           | 1                          | 0                          | 41                         | 5     | 8     |       |
| Total Colombia | Total Colombia | 20        | 3         | 6         | 12           | 5            | 4            | 11           | 5            | 3            | 14                         | 2                          | 0                          | 57    | 15    | 13    |

## Palmarés

### Títulos nacionales
| Título                | Equipo            | Sede     | Año  |
| --------------------- | ----------------- | -------- | ---- |
| Copa Colombia         | Atlético Nacional | Medellín | 2012 |
| Supercopa de Portugal | FC Porto          | Aveiro   | 2013 |
| Supercopa Argentina   | River Plate       | Mendoza  | 2017 |
| Copa Argentina        | River Plate       | Mendoza  | 2019 |

### Títulos internacionales
| Título              | Equipo          | Sede         | Año  |
| ------------------- | --------------- | ------------ | ---- |
| Sudamericano Sub-20 | Colombia Sub-20 | Argentina    | 2013 |
| Copa Libertadores   | River Plate     | Madrid       | 2018 |
| Recopa Sudamericana | River Plate     | Buenos Aires | 2019 |
| Copa Sudamericana   | Racing Club     | Asunción     | 2024 |

### Distinciones individuales
| Distinción                                                 | Año       |
| ---------------------------------------------------------- | --------- |
| Mejor jugador del Sudamericano sub-20                      | 2013      |
| Mejor jugador de la primera fase de la Copa Mundial Sub-20 | 2013      |
| Mejor gol de la Copa Mundial Sub-20                        | 2013      |
| Segundo mejor gol de la Copa del Mundo de Rusia            | 2018      |
| Jugador más valioso de la Final de la Copa Libertadores    | 2018      |
| Segundo Mejor Futbolista de América                        | 2018      |
| Miembro del Equipo Ideal de América                        | 2018      |
| Miembro del Equipo ideal de la Superliga Argentina         | 2018/2019 |
| Nominado al Premio Puskás                                  | 2019      |
| Miembro del Equipo Ideal de la Copa Sudamericana           | 2024      |
| Tercer Mejor Futbolista de América                         | 2024      |
| Miembro del Equipo Ideal de América                        | 2024      |
| Mejor jugador en Argentina                                 | 2024      |

## En la música
Juanfer mantiene una relación de amistad con el reconocido cantante colombiano Maluma, desde cuando este último jugaba en las inferiores de Atlético Nacional y Quintero en Envigado.
Desde 2015 Juanfer ingreso al mundo de la música como cantante de reguetón paralelamente a su faceta de futbolista, haciendo un remix con Element Black en la canción «Cibernauta». Un año más tarde lanzó junto a Lui-G 21 Plus la canción «No te enamores».
Poco más de cinco años después de su última canción, Juanfer volvió al estudio y el 8 de octubre de 2021 lanzó «Guille 2. 0» junto a Element Black y Rayo & Toby.
El 26 de abril de 2022 participó en la canción 1,2,3 junto al dúo "Los Hermanos del Barrio".
El 20 de mayo de 2022 lanzó su primer EP titulado Fe junto a Natan el Profeta y El Philippe.
El 8 de junio del 2024 el cantante Ryan Castro lanzo la canción "El Ritmo Que Nos Une" la cual se convirtió en el himno de la Selección Colombia en la Copa América 2024 y en la que Juanfer y Luis Díaz cantan una parte.

## En la cultura popular
Es muy recordado entre los hinchas de River Plate el gol a Boca Juniors durante la final de la Copa Libertadores 2018 desempatando el partido durante el minuto 108 del alargue. Este gol fue relatado por el famoso locutor argentino Mariano Closs.